# 茹尔尼
茹尔尼（法語：Journy，法語發音：[ʒuʁni]）是法国上法蘭西大區加来海峡省的一个市镇，属于圣奥梅尔区。

## 地理
茹尔尼（50°45'10"N, 1°59'42"E）面积3.35 平方千米，位于法国上法蘭西大區加来海峡省，该省份为法国北部沿海省份，西北濒北海，南至索姆省，东临北部省。
与茹尔尼接壤的市镇（或旧市镇、城区）包括：博南格莱萨德尔、阿尔基讷、欧德雷昂、上洛坎、凯尔康。

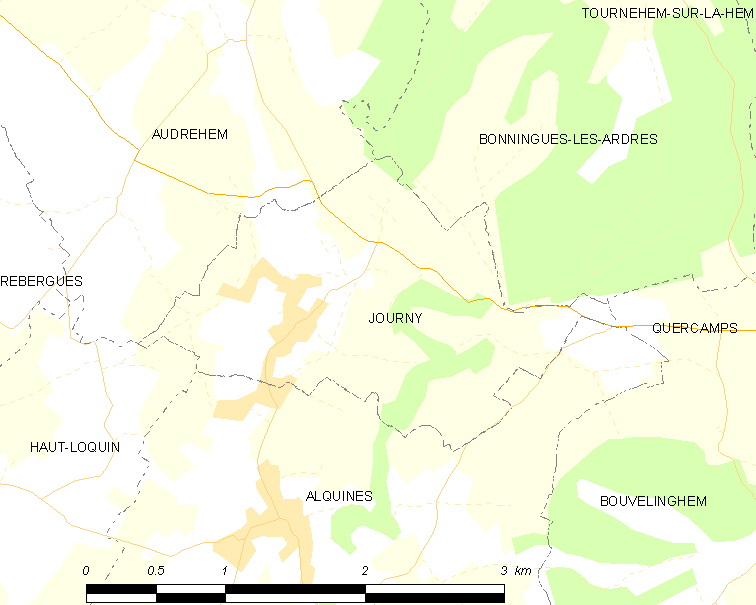
茹尔尼的OSM定位图

茹尔尼的时区为UTC+01:00、UTC+02:00（夏令时）。

## 行政
茹尔尼的邮政编码为62850，INSEE市镇编码为62478。

## 政治
茹尔尼所属的省级选区为兰布尔县。

## 人口

1962-2008年间茹尔尼人口变化图示

茹尔尼于2022年1月1日时的人口数量为306人。